# Менісса Рамбаллі
Менісса Рамбаллі (англ. Menissa Rambally; 16 січня 1976) — політик та дипломат Сент-Люсія. Постійний представник Сент-Люсія при Організації Об'єднаних Націй (2012—2016 та з 2022).

## Життєпис
Отримала ступінь бакалавра ділового адміністрування в коледжі Карибського союзу, Тринідад і Тобаго. В університеті Ендрюса в США.
У 2001 році вона була призначена міністром соціальних перетворень, культури та місцевого самоврядування Сент-Люсії, і обіймала цю посаду до 2006 року. Вона була міністром туризму та цивільної авіації між 2000 і 2001 роками після того, як була обрана до парламенту в 1997 році у віці 21 рік, що робить її наймолодшим обраним парламентарем в англомовній Співдружності в цьому столітті.
з 2007 по 2011 рр. — працювала політичним консультантом з урядами та політичними організаціями Карибського басейну.
З 2012 по 2016 рр. — була постійним представником в ООН у Нью-Йорку. 6 червня 2012 року вручила вірчі грамоти Генеральному секретарю ООН Пан Гі Муну
До свого призначення пані Рамбаллі була консультантом, виконуючи обов'язки радника з питань політичної та соціальної політики урядів і політичних організацій у Карибському регіоні з 2018 року.
З 10 березня 2022 року — постійний представник Сент-Люсії в ООН, вручила вірчі грамоти Генеральному секретарю ООН Антоніу Гутеррешу.
У лютому 2023 року — Менісса Рамбаллі була обрана головою Спеціального комітету ООН з деколонізації. Планується, що посол Рамбаллі очолить делегацію Організації Об'єднаних Націй на Тихоокеанському регіональному семінарі ООН на Балі, Індонезія, у травні 2023 року.